# Liste des lieux patrimoniaux de Nanaimo (district régional)
Cet article recense les lieux patrimoniaux du district régional de Nanaimo inscrit au répertoire des lieux patrimoniaux du Canada, qu'ils soient de niveau provincial, fédéral ou municipal.

## Liste des lieux patrimoniaux
| [ 1 ] | Lieu patrimonial                                           | Illustration                              | Municipalité   | Adresse                  | Coordonnées      | No    | Constr. | Prot.                                | Rec. | Notes |
| ----- | ---------------------------------------------------------- | ----------------------------------------- | -------------- | ------------------------ | ---------------- | ----- | ------- | ------------------------------------ | ---- | ----- |
| M     | A.R. Johnston Block                                        | A.R. Johnston Block                       | Nanaimo        | 174 Commercial Street    | 49.167 -123.937  | 1407  | 1898    | Community Heritage Register          | 2002 |       |
| M     | Angell's Trading                                           | Angell's Trading                          | Nanaimo        | 426 Fitzwilliam Street   | 49.1656 -123.942 | 1432  | 1926    | Community Heritage Register          | 2002 |       |
| M     | Ashlar Lodge Masonic Temple                                | Ashlar Lodge Masonic Temple               | Nanaimo        | 101 Commercial Street    | 49.166 -123.937  | 1404  | 1923    | Community Heritage Register          | 2002 |       |
| M     | B.C. Telephone Exchange Building                           | B.C. Telephone Exchange Building          | Nanaimo        | 70 Bastion Street        | 49.167 -123.937  | 1354  | 1910    | Community Heritage Register          | 2002 |       |
| M     | Bank of Commerce                                           | Bank of Commerce                          | Nanaimo        | 17 Church Street         | 49.167 -123.937  | 1350  | 1914    | Heritage Designation                 | 1975 |       |
| M     | Bastion                                                    | Bastion                                   | Nanaimo        | 94 Front Street          | 49.167 -123.936  | 1351  | 1855    | Heritage Designation                 | 1985 |       |
| M     | Beattie Residence                                          | Beattie Residence                         | Nanaimo        | 825 Fitzwilliam Street   | 49.1635 -123.948 | 3719  | 1910    | Community Heritage Register          | 2002 |       |
| M     | Beban House                                                | Beban House                               | Nanaimo        | 2290 Bowen Road          | 49.1944 -123.993 | 1353  | 1930    | Heritage Designation                 | 1996 |       |
| M     | Brick Cottage                                              | Brick Cottage                             | Nanaimo        | 1904 Jingle Pot Road     | 49.1666 -123.973 | 6179  | 1910    | Community Heritage Register          | 2002 |       |
| M     | Brumpton Block                                             | Brumpton Block                            | Nanaimo        | 489 Wallace Street       | 49.164 -123.937  | 1409  | 1912    | Community Heritage Register          | 2002 |       |
| M     | Caldwell Block                                             | Caldwell Block                            | Nanaimo        | 35 Commercial Street     | 49.165 -123.937  | 1400  | 1908    | Community Heritage Register          | 2002 |       |
| M     | Castaway Motel Neon Sign                                   | Castaway Motel Neon Sign                  | Nanaimo        | 205 Terminal Avenue      | 49.1745 -123.947 | 16955 | 1956    | Community Heritage Register          | 2006 |       |
| M     | Central Dairy Building                                     | Central Dairy Building                    | Nanaimo        | 428 Fitzwilliam Street   | 49.1656 -123.942 | 3715  | 1929    | Community Heritage Register          | 2002 |       |
| M     | Chinese Cemetery                                           | Téléverser                                | Nanaimo        | 1598 Townsite Road       | 49.182 -123.973  | 3742  | 1924    | Community Heritage Register          | 2002 |       |
| M     | Christian Science Society Building                         | Christian Science Society Building        | Nanaimo        | 20 Chapel Street         | 49.1692 -123.938 | 1356  | 1910    | Community Heritage Register          | 2002 |       |
| M     | Commercial Hotel                                           | Commercial Hotel                          | Nanaimo        | 121 Bastion Street       | 49.166 -123.937  | 1132  | 1913    | Community Heritage Register          | 2002 |       |
| M     | Craig Street Residence                                     | Craig Street Residence                    | Nanaimo        | 112 Craig Street         | 49.1681 -123.953 | 16943 |         | Community Heritage Register          | 2002 |       |
| M     | Cranberry Avenue Residence                                 | Cranberry Avenue Residence                | Nanaimo        | 1500 Cranberry Avenue    | 49.1231 -123.919 | 6176  | 1912    | Community Heritage Register          | 2002 |       |
| M     | Crossan Residence                                          | Crossan Residence                         | Nanaimo        | 718 Wentworth Street     | 49.1667 -123.947 | 16961 | 1912    | Community Heritage Register          | 2002 |       |
| M     | Dallas Square Cenotaph                                     | Dallas Square Cenotaph                    | Nanaimo        | 85 Church Street         | 49.168 -123.937  | 6187  | 1921    | Community Heritage Register          | 2002 |       |
| M     | Eagles' Hall                                               | Eagles' Hall                              | Nanaimo        | 135 Bastion Street       | 49.166 -123.937  | 1322  | 1934    | Community Heritage Register          | 2002 |       |
| M     | Earl Block                                                 | Earl Block                                | Nanaimo        | 2 Church Street          | 49.167 -123.937  | 1349  | 1888    | Heritage Designation                 | 1977 |       |
| M     | Eighth Street Residence                                    | Téléverser                                | Nanaimo        | 467 Eighth Street        | 49.1435 -123.947 | 6177  | 1912    | Community Heritage Register          | 2002 |       |
| M     | Ekins Residence                                            | Ekins Residence                           | Nanaimo        | 441 Vancouver Avenue     | 49.1769 -123.946 | 16958 | 1927    | Community Heritage Register          | 2002 |       |
| M     | Esquimalt and Nanaimo Railway Station                      | Téléverser                                | Nanaimo        | 321 Selby Street         | 49.164 -123.942  | 1418  | 1920    | Heritage Designation                 | 1977 |       |
| M     | Fernville                                                  | Fernville                                 | Nanaimo        | 167 Irwin Street         | 49.1581 -123.931 | 16946 |         | Community Heritage Register          | 2002 |       |
| M     | First Nanaimo Scout Hut                                    | First Nanaimo Scout Hut                   | Nanaimo        | 445 Comox Road           | 49.1699 -123.943 | 1363  | 1930    | Community Heritage Register          | 2002 |       |
| M     | Five Acre Farm                                             | Five Acre Farm                            | Nanaimo        | 560 Third Street         | 49.1633 -123.957 | 3950  | 1884    | Community Heritage Register          | 2002 |       |
| M     | Fourth Street Store Building                               | Téléverser                                | Nanaimo        | 423 Fourth Street        | 49.1587 -123.953 | 3709  | 1910    | Community Heritage Register          | 2002 |       |
| M     | Franklyn Street Gymnasium                                  | Franklyn Street Gymnasium                 | Nanaimo        | 421 Franklyn Street      | 49.1636 -123.94  | 1425  | 1922    | Community Heritage Register          | 2002 |       |
| M     | Free Press Building                                        | Free Press Building                       | Nanaimo        | 223 Commercial Street    | 49.167 -123.938  | 1355  | 1893    | Community Heritage Register          | 2002 |       |
| M     | Freethy Residence                                          | Freethy Residence                         | Nanaimo        | 304 Kennedy Street       | 49.1638 -123.946 | 3699  | 1911    | Community Heritage Register          | 2002 |       |
| M     | Galbraith Residence                                        | Galbraith Residence                       | Nanaimo        | 164 Mount Benson Street  | 49.1757 -123.945 | 3728  | 1923    | Community Heritage Register          | 2002 |       |
| M     | Galloway Building                                          | Galloway Building                         | Nanaimo        | 405 Terminal Avenue      | 49.1763 -123.947 | 16956 |         | Community Heritage Register          | 2002 |       |
| M     | Gallows Point Lightkeeper's Cottage                        | Gallows Point Lightkeeper's Cottage       | Nanaimo        | 208 Colvilleton Trail    | 49.171 -123.918  | 3722  | 1912    | Community Heritage Register          | 2002 |       |
| M     | Garden Memorial to Chinese Pioneers                        | Garden Memorial to Chinese Pioneers       | Nanaimo        | 105 St. George Street    | 49.1813 -123.946 | 16952 |         | Community Heritage Register          | 2002 |       |
| F     | Gare ferroviaire d'Esquimalt et Nanaimo                    | Téléverser                                | Nanaimo        | 321 Selby Street         | 49.165 -123.943  | 4522  | 1920    | Heritage Railway Station             | 1991 |       |
| M     | Giovando-Westwood Residence                                | Téléverser                                | Nanaimo        | 225 Newcastle Avenue     | 49.1753 -123.942 | 3730  | 1941    | Community Heritage Register          | 2002 |       |
| M     | Girvin Road Residence                                      | Girvin Road Residence                     | Nanaimo        | 797 Girvin Road          | 49.1793 -123.963 | 3724  | 1912    | Community Heritage Register          | 2005 |       |
| M     | Globe Hotel                                                | Globe Hotel                               | Nanaimo        | 25 Front Street          | 49.1693 -123.938 | 1360  | 1887    | Community Heritage Register          | 2002 |       |
| M     | Granby Mine Residence                                      | Granby Mine Residence                     | Nanaimo        | 523 Vancouver Avenue     | 49.1787 -123.947 | 16959 |         | Community Heritage Register          | 2002 |       |
| M     | Gulliford Residence                                        | Gulliford Residence                       | Nanaimo        | 285 Wall Street          | 49.1749 -123.951 | 16960 | 1937    | Community Heritage Register          | 2006 |       |
| M     | Gusola Block                                               | Gusola Block                              | Nanaimo        | 104 Commercial Street    | 49.166 -123.937  | 1405  | 1937    | Community Heritage Register          | 2002 |       |
| M     | Haliburton Street Methodist Church                         | Haliburton Street Methodist Church        | Nanaimo        | 602 Haliburton Street    | 49.153 -123.933  | 3721  | 1891    | Community Heritage Register          | 2002 |       |
| M     | Hall Block                                                 | Hall Block                                | Nanaimo        | 37 Commercial Street     | 49.165 -123.937  | 1401  | 1925    | Community Heritage Register          | 2002 |       |
| M     | Harewood Colliery Dam                                      | Harewood Colliery Dam                     | Nanaimo        | 645 Wakesiah Avenue      | 49.1484 -123.966 | 6181  | 1911    | Community Heritage Register          | 2002 |       |
| M     | Harewood School                                            | Téléverser                                | Nanaimo        | 505 Howard Avenue        | 49.1555 -123.956 | 1423  | 1914    | Community Heritage Register          | 2002 |       |
| M     | Harris Residence                                           | Harris Residence                          | Nanaimo        | 375 Franklyn Street      | 49.1638 -123.939 | 1426  | 1900    | Community Heritage Register          | 2002 |       |
| M     | Harrison Residence                                         | Harrison Residence                        | Nanaimo        | 546 Prideaux Street      | 49.1605 -123.938 | 3706  | 1892    | Community Heritage Register          | 2002 |       |
| M     | Hayes Residence                                            | Hayes Residence                           | Nanaimo        | 703 Haliburton Street    | 49.1505 -123.932 | 3698  | 1920    | Community Heritage Register          | 2002 |       |
| M     | Hirst Block                                                | Hirst Block                               | Nanaimo        | 99 Commercial Street     | 49.166 -123.937  | 1403  | 1911    | Community Heritage Register          | 2002 |       |
| M     | Hoggan's Store                                             | Hoggan's Store                            | Nanaimo        | 404 Stewart Street       | 49.177 -123.944  | 1366  | 1914    | Community Heritage Register          | 2002 |       |
| M     | Hunt Estate Cottage                                        | Téléverser                                | Nanaimo        | 925 Harbour View Street  | 49.1441 -123.93  | 3710  | 1890    | Community Heritage Register          | 2002 |       |
| M     | Isaacson Residence                                         | Isaacson Residence                        | Nanaimo        | 255 Stewart Avenue       | 49.1753 -123.944 | 6184  | 1931    | Community Heritage Register          | 2002 |       |
| M     | Jean Burns Building                                        | Téléverser                                | Nanaimo        | 6 Commercial Street      | 49.164 -123.936  | 1398  | 1955    | Community Heritage Register          | 2002 |       |
| M     | Jenkins Residence                                          | Jenkins Residence                         | Nanaimo        | 674 Wentworth Street     | 49.1669 -123.946 | 3727  | 1924    | Community Heritage Register          | 2002 |       |
| M     | Johnston Residence                                         | Johnston Residence                        | Nanaimo        | 36 Stewart Avenue        | 49.1733 -123.942 | 1365  | 1912    | Community Heritage Register          | 2002 |       |
| M     | Jones Residence                                            | Téléverser                                | Nanaimo        | 639 Prideaux Street      | 49.1594 -123.936 | 3707  | 1907    | Community Heritage Register          | 2002 |       |
| M     | Layer-Hall Residence                                       | Layer-Hall Residence                      | Nanaimo        | 115 Machleary Street     | 49.1669 -123.95  | 3725  | 1913    | Community Heritage Register          | 2002 |       |
| M     | Ledingham Residence                                        | Ledingham Residence                       | Nanaimo        | 347 Milton Street        | 49.1632 -123.945 | 3703  | 1902    | Community Heritage Register          | 2002 |       |
| M     | Merchant's Bank of Canada                                  | Merchant's Bank of Canada                 | Nanaimo        | 499 Wallace Street       | 49.164 -123.937  | 1328  | 1912    | Community Heritage Register          | 2002 |       |
| M     | Meredith Road Residence                                    | Meredith Road Residence                   | Nanaimo        | 2126 Meredith Road       | 49.1886 -123.99  | 6183  | 1900    | Community Heritage Register          | 2002 |       |
| M     | Millstone Avenue Residence                                 | Millstone Avenue Residence                | Nanaimo        | 408 Millstone Avenue     | 49.1766 -123.955 | 16948 |         | Community Heritage Register          | 2002 |       |
| M     | Miner's Cottage                                            | Miner's Cottage                           | Nanaimo        | 100 Cameron Road         | 49.165 -123.935  | 1419  | 1897    | Heritage Designation                 | 1980 |       |
| M     | Mitchell's Market                                          | Mitchell's Market                         | Nanaimo        | 411 Fitzwilliam Street   | 49.1651 -123.942 | 3714  | 1922    | Community Heritage Register          | 2002 |       |
| M     | Modern Cafe                                                | Modern Cafe                               | Nanaimo        | 221 Commercial Street    | 49.1668 -123.937 | 3723  | 1910    | Community Heritage Register          | 2002 |       |
| M     | Nanaimo City Hall                                          | Nanaimo City Hall                         | Nanaimo        | 455 Wallace Street       | 49.164 -123.938  | 1327  | 1951    | Community Heritage Register          | 2002 |       |
| M     | Nanaimo Court House                                        | Nanaimo Court House                       | Nanaimo        | 35 Front Street          | 49.169 -123.938  | 1352  | 1896    | Community Heritage Register          | 2002 |       |
| M     | Nanaimo Fire Hall No. 2.                                   | Nanaimo Fire Hall No. 2.                  | Nanaimo        | 34 Nicol Street          | 49.1621 -123.934 | 1436  | 1893    | Community Heritage Register          | 2002 |       |
| M     | Nanaimo Foundry                                            | Téléverser                                | Nanaimo        | 100 Comox Road           | 49.1705 -123.939 | 1359  | 1913    | Community Heritage Register          | 2002 |       |
| M     | Nanaimo Hospital                                           | Nanaimo Hospital                          | Nanaimo        | 388 Machleary Street     | 49.162 -123.946  | 1427  | 1925    | Community Heritage Register          | 2002 |       |
| M     | Nanaimo Pioneer Bakery                                     | Nanaimo Pioneer Bakery                    | Nanaimo        | 39-45 Victoria Crescent  | 49.1631 -123.936 | 1428  | 1880    | Community Heritage Register          | 2002 |       |
| M     | Nanaimo Public Cemetery                                    | Nanaimo Public Cemetery                   | Nanaimo        | 555 Bowen Road           | 49.1697 -123.954 | 3741  | 1877    | Community Heritage Register          | 2002 |       |
| M     | Nanaimo Public School                                      | Téléverser                                | Nanaimo        | 904 Crace Street         | 49.1622 -123.933 | 1424  | 1873    | Community Heritage Register          | 2002 |       |
| M     | Nash Hardware                                              | Nash Hardware                             | Nanaimo        | 19 Commercial Street     | 49.1647 -123.937 | 1420  | 1909    | Community Heritage Register          | 2002 |       |
| M     | Newbury Farm House                                         | Newbury Farm House                        | Nanaimo        | 678 Second Street        | 49.1668 -123.96  | 3739  | 1918    | Community Heritage Register          | 2002 |       |
| M     | Newbury Residence                                          | Newbury Residence                         | Nanaimo        | 39 Milton Street         | 49.1687 -123.947 | 16949 | 1910    | Community Heritage Register          | 2004 |       |
| M     | Northfield School                                          | Northfield School                         | Nanaimo        | 2249 Northfield Road     | 49.1916 -123.996 | 3738  | 1920    | Community Heritage Register          | 2002 |       |
| M     | Occidental Hotel                                           | Occidental Hotel                          | Nanaimo        | 432 Fitzwilliam Street   | 49.1655 -123.943 | 1431  | 1886    | Community Heritage Register          | 2002 |       |
| M     | Our Lady of Good Counsel Roman Catholic Church             | Téléverser                                | Nanaimo        | 4334 Jingle Pot Road     | 49.205 -124.02   | 3746  | 1938    | Community Heritage Register          | 2002 |       |
| M     | Palace Hotel                                               | Palace Hotel                              | Nanaimo        | 275 Skinner Street       | 49.1656 -123.938 | 1421  | 1889    | Community Heritage Register          | 2002 |       |
| M     | Pargeter Residence                                         | Pargeter Residence                        | Nanaimo        | 536 Kennedy Street       | 49.1588 -123.94  | 3708  | 1913    | Community Heritage Register          | 2002 |       |
| M     | Parkin Block                                               | Parkin Block                              | Nanaimo        | 155 Commercial Street    | 49.166 -123.937  | 1406  | 1922    | Community Heritage Register          | 2002 |       |
| M     | Parrot Residence                                           | Parrot Residence                          | Nanaimo        | 411 Machleary Street     | 49.1606 -123.946 | 16947 | 1916    | Community Heritage Register          | 2002 |       |
| M     | Pine Street Residence                                      | Pine Street Residence                     | Nanaimo        | 259 Pine Street          | 49.1645 -123.951 | 16950 |         | Community Heritage Register          | 2002 |       |
| M     | Pioneer Cemetery Park                                      | Téléverser                                | Nanaimo        | 10 Wallace Street        | 49.1699 -123.942 | 3740  | 1853    | Community Heritage Register          | 2002 |       |
| M     | Provincial Government Mine Rescue Station                  | Provincial Government Mine Rescue Station | Nanaimo        | 1009 Farquhar Street     | 49.1559 -123.93  | 1422  | 1913    | Community Heritage Register          | 2002 |       |
| M     | Provincial Liquor Store                                    | Provincial Liquor Store                   | Nanaimo        | 25 Cavan Street          | 49.163 -123.937  | 1397  | 1949    | Community Heritage Register          | 2002 |       |
| M     | Queen's Hotel                                              | Queen's Hotel                             | Nanaimo        | 34 Victoria Crescent     | 49.1637 -123.936 | 1435  | 1892    | Community Heritage Register          | 2002 |       |
| M     | Raines Cabin                                               | Téléverser                                | Nanaimo        | 500 Bowen Road           | à géolocaliser   | 3743  | 1860    | Community Heritage Register          | 2002 |       |
| M     | Ranger's Shoes Building                                    | Ranger's Shoes Building                   | Nanaimo        | 310 Fitzwilliam Street   | 49.1658 -123.941 | 6178  |         | Community Heritage Register          | 2006 |       |
| M     | Rawlinson & Glaholm Building                               | Rawlinson & Glaholm Building              | Nanaimo        | 437 Fitzwilliam Street   | 49.165 -123.942  | 1430  | 1916    | Community Heritage Register          | 2002 |       |
| M     | Reid House                                                 | Reid House                                | Nanaimo        | 151 Skinner Street       | 49.1673 -123.939 | 1364  | 1921    | Community Heritage Register          | 2002 |       |
| M     | Rogers Block                                               | Rogers Block                              | Nanaimo        | 83 Commenrcial Street    | 49.165 -123.937  | 1402  | 1913    | Community Heritage Register          | 2002 |       |
| M     | Rowbottom Residence                                        | Rowbottom Residence                       | Nanaimo        | 320 Machleary Street     | 49.1633 -123.948 | 3702  | 1913    | Community Heritage Register          | 2002 |       |
| M     | Rowe Residence                                             | Rowe Residence                            | Nanaimo        | 545 Haliburton Street    | 49.1537 -123.932 | 3720  | 1906    | Community Heritage Register          | 2002 |       |
| M     | S and W Apartment Block                                    | S and W Apartment Block                   | Nanaimo        | 403 Fitzwilliam Street   | 49.1652 -123.942 | 1434  | 1910    | Community Heritage Register          | 2002 |       |
| M     | Schetky Residence                                          | Schetky Residence                         | Nanaimo        | 225 Vancouver Avenue     | 49.1745 -123.945 | 3736  | 1898    | Community Heritage Register          | 2002 |       |
| M     | Sharp Residence                                            | Sharp Residence                           | Nanaimo        | 261 Vancouver Avenue     | 49.1749 -123.945 | 16957 | 1923    | Community Heritage Register          | 2002 |       |
| M     | Shaw Residence                                             | Shaw Residence                            | Nanaimo        | 41 Chapel Street         | 49.1694 -123.939 | 1357  | 1921    | Community Heritage Register          | 2002 |       |
| M     | Shaw Residence                                             | Téléverser                                | Nanaimo        | 815 Fitzwilliam Street   | 49.1636 -123.948 | 3718  | 1911    | Community Heritage Register          | 2002 |       |
| M     | Smith/Wilson Residence                                     | Smith/Wilson Residence                    | Nanaimo        | 12 Irwin Street          | 49.1614 -123.932 | 16945 |         | Community Heritage Register          | 2002 |       |
| M     | Spence Residence                                           | Téléverser                                | Nanaimo        | 746 Railway Avenue       | 49.1488 -123.939 | 16951 |         | Community Heritage Register          | 2002 |       |
| M     | St. Andrew's United Church                                 | St. Andrew's United Church                | Nanaimo        | 315 Fitzwilliam Street   | 49.165 -123.941  | 1408  | 1893    | Community Heritage Register          | 2002 |       |
| M     | St. Paul's Anglican Church                                 | St. Paul's Anglican Church                | Nanaimo        | 100 Chapel Street        | 49.1678 -123.937 | 1367  | 1931    | Community Heritage Register          | 2002 |       |
| M     | St. Peter's Cemetery                                       | St. Peter's Cemetery                      | Nanaimo        | 301 Machleary Street     | 49.1629 -123.949 | 6180  | 1876    | Community Heritage Register          | 2002 |       |
| M     | Sullivan Residence                                         | Sullivan Residence                        | Nanaimo        | 673 Selby Street         | 49.1602 -123.936 | 3705  | 1892    | Community Heritage Register          | 2002 |       |
| M     | T and B Apartment Block                                    | T and B Apartment Block                   | Nanaimo        | 415 Fitzwilliam Street   | 49.1651 -123.942 | 1433  | 1920    | Community Heritage Register          | 2002 |       |
| M     | Terminal Hotel                                             | Terminal Hotel                            | Nanaimo        | 63 Victoria Crescent     | 49.1631 -123.935 | 1429  | 1912    | Community Heritage Register          | 2002 |       |
| M     | Tom Brown's Autobody                                       | Tom Brown's Autobody                      | Nanaimo        | 28 Front Street          | 49.1693 -123.937 | 1361  | 1937    | Community Heritage Register          | 2002 |       |
| M     | Van Houten Block                                           | Téléverser                                | Nanaimo        | 16 Commercial Street     | 49.165 -123.936  | 1399  | 1909    | Community Heritage Register          | 2002 |       |
| M     | Van Houten Residence                                       | Van Houten Residence                      | Nanaimo        | 184 Mount Benson Street  | 49.1756 -123.945 | 3729  | 1924    | Community Heritage Register          | 2002 |       |
| M     | Vancouver Island Regional Library                          | Vancouver Island Regional Library         | Nanaimo        | 580 Fitzwilliam Street   | 49.1652 -123.944 | 3716  | 1961    | Community Heritage Register          | 2002 |       |
| M     | Victoria Road Residence                                    | Victoria Road Residence                   | Nanaimo        | 413 Victoria Road        | 49.1546 -123.936 | 16962 |         | Community Heritage Register          | 2002 |       |
| M     | Wardill Residence                                          | Wardill Residence                         | Nanaimo        | 755 Terminal Avenue      | 49.1791 -123.949 | 3737  | 1945    | Community Heritage Register          | 2002 |       |
| M     | Wellington Cemetery                                        | Wellington Cemetery                       | Nanaimo        | 4700 Ledgerwood Road     | 49.2102 -124.03  | 3745  | 1970    | Community Heritage Register          | 2002 |       |
| M     | Wells Residence                                            | Wells Residence                           | Nanaimo        | 904 Wentworth Street     | 49.1665 -123.95  | 16963 | 1911    | Community Heritage Register          | 2007 |       |
| M     | Western Fuel Company House #24                             | Western Fuel Company House #24            | Nanaimo        | 715 Farquhar Street      | 49.1557 -123.935 | 3713  | 1916    | Community Heritage Register          | 2002 |       |
| M     | Wilkinson Residence                                        | Wilkinson Residence                       | Nanaimo        | 305 Kennedy Street       | 49.1638 -123.947 | 3700  | 1913    | Community Heritage Register          | 2002 |       |
| M     | Willard Service Station Building                           | Willard Service Station Building          | Nanaimo        | 291 Wallace Street       | 49.1659 -123.941 | 6182  | 1910    | Community Heritage Register          | 2002 |       |
| M     | Williams Residence                                         | Williams Residence                        | Nanaimo        | 40 Thetis Place          | 49.1908 -123.964 | 3744  | 1938    | Community Heritage Register          | 2002 |       |
| M     | Wilson Residence                                           | Wilson Residence                          | Nanaimo        | 697 Wentworth Street     | 49.1664 -123.946 | 3704  | 1926    | Community Heritage Register          | 2002 |       |
| M     | Wilton-Welch Residence                                     | Wilton-Welch Residence                    | Nanaimo        | 129 Milton Street        | 49.1669 -123.947 | 3726  | 1903    | Community Heritage Register          | 2002 |       |
| M     | Woodman Residence                                          | Woodman Residence                         | Nanaimo        | 307 Kennedy Street       | 49.1637 -123.947 | 3701  | 1913    | Community Heritage Register          | 2002 |       |
| M     | York Residence                                             | York Residence                            | Nanaimo        | 908 Hecate Street        | 49.1576 -123.94  | 16964 | 1948    | Community Heritage Register          | 2002 |       |
| M     | Young Residence                                            | Téléverser                                | Nanaimo        | 102 Fry Street           | 49.1598 -123.93  | 16944 |         | Community Heritage Register          | 2002 |       |
| M     | Zorkin Building                                            | Zorkin Building                           | Nanaimo        | 418 Fitxwilliam Street   | 49.1656 -123.942 | 3717  | 1931    | Community Heritage Register          | 2002 |       |
| F     | Édifice fédéral                                            | Téléverser                                | Nanaimo        | 60 Front Street          | 49.1683 -123.937 | 9506  | 1955    | Recognized Federal Heritage Building | 1998 |       |
| F     | Ancienne gare ferroviaire de Canadien Pacifique (VIA Rail) | Téléverser                                | Qualicum Beach | 174 North Railway Street | 49.349 -124.446  | 4573  | 1914    | Heritage Railway Station             | 1993 |       |
| M     | Burnham Road Residence                                     | Burnham Road Residence                    | Qualicum Beach | 394 Burnham Road         | 49.3569 -124.429 | 16071 |         | Community Heritage Register          | 2010 |       |
| M     | Crown Mansion                                              | Crown Mansion                             | Qualicum Beach | 292 Crescent Road East   | 49.3539 -124.433 | 16069 | 1914    | Community Heritage Register          | 2010 |       |
| F     | Ferme Kinkade                                              | Téléverser                                | Qualicum Beach | 3567 Island Highway West | 49.3637 -124.487 | 9516  | 1884    | Recognized Federal Heritage Building | 1999 |       |
| M     | Old School House                                           | Old School House                          | Qualicum Beach | 122 Fern Road West       | 49.3459 -124.443 | 16064 | 1914    | Heritage Designation                 | 1990 |       |
| M     | Powerhouse Museum                                          | Powerhouse Museum                         | Qualicum Beach | 587 Beach Road           | 49.3504 -124.448 | 16062 | 1930    | Heritage Designation                 | 1984 |       |
| M     | Qualicum Beach Community Hall                              | Téléverser                                | Qualicum Beach | 644 Memorial Avenue      | 49.3486 -124.44  | 16067 | 1933    | Community Heritage Register          | 2010 |       |
| M     | Qualicum Beach Train Station                               | Qualicum Beach Train Station              | Qualicum Beach | 600 Beach Road           | 49.3498 -124.447 | 16063 | 1914    | Heritage Designation                 | 1990 |       |
| M     | St. Mark’s Anglican Church                                 | St. Mark’s Anglican Church                | Qualicum Beach | 138 Hoylake Road West    | 49.3508 -124.445 | 16065 | 1926    | Heritage Designation                 | 1984 |       |
| M     | Thrall Residence                                           | Téléverser                                | Qualicum Beach | 124 2nd Avenue West      | 49.3469 -124.443 | 16068 | 1914    | Community Heritage Register          | 2010 |       |
| M     | Village Theatre                                            | Téléverser                                | Qualicum Beach | 110 2nd Avenue West      | 49.347 -124.442  | 16066 | 1948    | Community Heritage Register          | 2010 |       |
| M     | White House                                                | Téléverser                                | Qualicum Beach | 210 Crescent Road West   | 49.3522 -124.448 | 16070 |         | Community Heritage Register          | 2010 |       |